# 姚里氏
姚里氏（?—?），耶律留哥之妻，耶律留哥建立东辽国，曾经封她为王后。1220年，留哥卒，姚里氏奏请大蒙古国成吉思汗，当时成吉思汗西征，皇太弟承制以姚里氏佩虎符，权领其众七年。1226年，成吉思汗还师，姚里氏携次子耶律善哥、耶律铁哥、耶律永安及侄子耶律塔塔兒、孙耶律收国奴，到河西阿里湫城参见成吉思汗。成吉思汗赞叹道：“雄鹰飞不到的地方，你这个女人居然能到达！”赐酒以慰劳。姚里氏回奏：“我丈夫耶律留哥已经去世，契丹官民无主，留哥的长子耶律薛阇已经扈从多年，愿以次子耶律善哥替代他，使耶律薛阇回来袭爵。”成吉思汗说：“薛阇现在已经是蒙古人了，他跟着我西征，搭救太子，积功为拔都鲁，不可遣回，应当令耶律善哥袭其父爵。”姚里氏拜谢而泣：“薛阇是留哥前妻所生，是嫡子。善哥是我生的，若立善哥，是利己而蔑天伦，婢子窃以为不可。”成吉思汗赞叹她的贤德，赐给她河西俘人九口、马九匹、白金九锭，币器皆以九计，允许以耶律薛阇袭爵，而留下了耶律善哥、耶律塔塔兒、耶律收国奴，只让她的幼子耶律永安跟着她东归辽东。